# Юніверсіті-Гарденс (Нью-Йорк)
Юніверсіті-Гарденс (англ. University Gardens) — переписна місцевість (CDP) в США, в окрузі Нассау штату Нью-Йорк. Населення — 4358 осіб (2020).

## Географія
Юніверсіті-Гарденс розташоване за координатами 40°46′31″ пн. ш. 73°43′41″ зх. д. / 40.77528° пн. ш. 73.72806° зх. д. (40.775173, -73.727963).  За даними Бюро перепису населення США в 2010 році переписна місцевість мала площу 1,38 км², уся площа — суходіл.

## Демографія
Згідно з переписом 2010 року, у переписній місцевості мешкало 4226 осіб у 1645 домогосподарствах у складі 1136 родин. Густота населення становила 3060 осіб/км².  Було 1695 помешкань (1227/км²).
Расовий склад населення:
| - 63,3 % — білих - 29,5 % — азіатів - 1,8 % — чорних або афроамериканців - 0,2 % — корінних американців - 3,0 % — осіб інших рас |

До двох чи більше рас належало 2,2 %. Частка іспаномовних становила 7,5 % від усіх жителів.
За віковим діапазоном населення розподілялося таким чином: 22,0 % — особи молодші 18 років, 61,9 % — особи у віці 18—64 років, 16,1 % — особи у віці 65 років та старші. Медіана віку мешканця становила 44,2 року. На 100 осіб жіночої статі у переписній місцевості припадало 92,6 чоловіків;  на 100 жінок у віці від 18 років та старших — 87,6 чоловіків також старших 18 років.
Середній дохід на одне домашнє господарство  становив 157 244 долари США (медіана — 105 078), а середній дохід на одну сім'ю — 191 546 доларів (медіана — 131 635). За межею бідності перебувало 5,2 % осіб, у тому числі 10,3 % дітей у віці до 18 років та 3,6 % осіб у віці 65 років та старших.
Цивільне працевлаштоване населення становило 1988 осіб. Основні галузі зайнятості: освіта, охорона здоров'я та соціальна допомога — 23,5 %, науковці, спеціалісти, менеджери — 19,3 %, фінанси, страхування та нерухомість — 15,7 %.